# 田诚阳
田诚阳，為山东单县人，祖籍山东菏泽，生于中医世家，祖父以医为业，且擅长易学。1982年赴东海崂山出家，属于全真派。1987年在中国道教协会”道教知识专修班”（中国道教学院全身）学习。1992年调入中国道教研究室，从事学术研究。

## 著作
《中华道家修炼学》
《仙学详述》
《仙学入门》

## 传教
1999年，应西班牙马德里自治大学和巴塞罗那太极中心邀请，赴西班牙传道。
田诚阳道长弟子田信深（David，2009年皈依道教，2013年参加中国道教学院国外留学生班学习）協助下，西班牙成立了加那利群岛自治区道教协会，并在其中最有名的海岛特内里费岛创建了西班牙清静宫道观分观，因其属于海岛，田诚阳道长将其命名为“海上清静宫”。2004年農曆三月初三，海上清静宫举行落成典礼。

## 外部連結
- 清静心_田诚阳道长修真网
- 田诚阳道长 （页面存档备份，存于）